# Isodromus vinulus
Isodromus vinulus är en stekelart som först beskrevs av Johan Wilhelm Dalman 1820.  Isodromus vinulus ingår i släktet Isodromus och familjen sköldlussteklar. Arten är reproducerande i Sverige. Inga underarter finns listade i Catalogue of Life.